# Рожинськ-Великий (Елцький повіт)
Рожинськ-Великий (пол. Rożyńsk Wielki, нім. Großrosen, until 1938: Groß Rosinsko) — село в Польщі, у гміні Простки Елцького повіту Вармінсько-Мазурського воєводства.
Населення — 136 осіб (2011).

## Демографія
Демографічна структура станом на 31 березня 2011 року:
|          | Загалом | Допрацездатний вік | Працездатний вік | Постпрацездатний вік |
| -------- | ------- | ------------------ | ---------------- | -------------------- |
| Чоловіки | 68      | 10                 | 52               | 6                    |
| Жінки    | 68      | 13                 | 37               | 18                   |
| Разом    | 136     | 23                 | 89               | 24                   |